# Vel d'Hiv-opsamlingen
Vel d'Hiv-opsamlingen var en masse-arrestation af jøder i Paris-området under Anden Verdenskrig, foretaget af det franske politi. Arrestationen fandt sted d. 16. juli 1942. På trods af at begivenheden fandt sted for 70 år siden, er den stadig et åbent sår i fransk bevidsthed.

## Aktionen
Aktionen fandt sted med udgangspunkt i et cirkulære fra politiet i Paris, et cirkulære der var blevet udarbejdet i fællesskab af de tyske okkupationsstyrker og Vichy-regeringen og som stipulerede, at alle franske og indvandrede jøder i Paris skulle arresteres. Oprindeligt var det kun meningen at jøder over 16 år skulle arresteres, men på opfordring fra Pierre Laval kom aktionen til også at omfatte børn under 16 år.
Politiet arresterede 13.152 jøder over hele Paris, der blev kørt dels til interneringslejren i Drancy og dels til Velodrome d'Hiver (Vel d'Hiv). Herefter blev de alle sendt til Auschwitz, hvorfra kun ca. 25 vendte tilbage da krigen sluttede.

## Eftervirknninger
Først i 1995 indrømmede det officielle Frankrig ved præsident Jacques Chirac den rolle, den "franske stat" havde spillet i forfølgelsen af jøder og andre i løbet af krigen. Men han tilføjede, at beslutningen var taget af Vichy-regeringen og at det derfor ikke var Frankrig som sådan, der havde et ansvar.[kilde mangler]
I 70-året for begivenheden i 2012 indrømmede den franske præsident François Hollande, at det var Frankrig som nation, der havde ansvaret for forbrydelsen ved at udtale at sandheden er at forbrydelsen blev udført af franskmænd for Frankrig. Udtalelsen medførte efterfølgende en del polemik i de franske medier, idet flere politikere ikke mente, at det var Frankrig som nation, der skulle klandres, men udelukkende Vichy-regeringen.
16. juli 2017 tog præsident Emmanuel Macron afstand fra sit lands rolle i Holocaust og fra den historiske revisionisme, som nægtede Frankrigs ansvar for opsamlingen og den efterfølgende deportering af 13,000 jøder. "Det var Frankrig, som organiserede denne [opsamling]", sagde han. "Ikke en eneste tysker deltog", tilføjede han.

## Vel d'Hiv
Det ene opsamlingssted Velodrome d'Hiver blev nedrevet i 1959. Tæt på stedet findes nu en mindeplads for de jødiske ofre: Place des Martyrs-Juifs-du-Vélodrome-d'Hiver.